# Henri Dubois

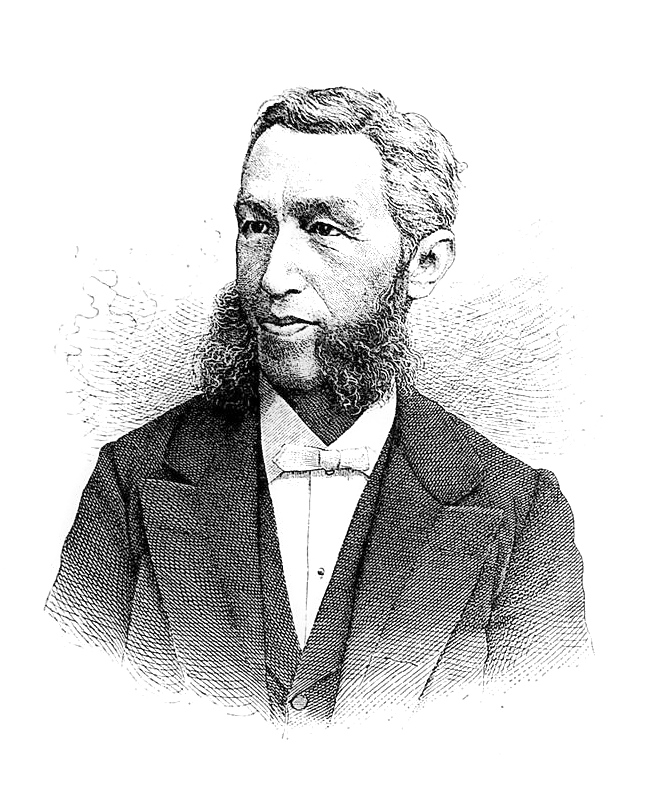
Henri Dubois (1892)

Henri Dubois, auch Henri DuBois (* 5. Januar 1838 in Buttes; † 4. März 1928 in Neuenburg), war ein Schweizer evangelischer Geistlicher und Hochschullehrer.

## Leben

### Familie
Henri Dubois war der Sohn des Pfarrers Célestin Dubois und dessen Ehefrau Marie-Ernestine (geb. Calame).
Er heiratete 1863 Pauline, die Tochter des Pfarrers Henri-Edouard Brandt.

### Werdegang
Henri Dubois studierte Theologie an der Akademie Neuenburg und setzte das Studium an den Universitäten Tübingen, Halle, Göttingen und Genf fort; 1858 promovierte er mit seiner Dissertation Etude sur les principaux travaux exégétiques de l'Ecole d'Antioche, en particulier sur ceux de Théodore de Mopsueste. 1860 erfolgte in Neuenburg seine Ordination und er war darauf von 1860 bis 1862 Vikar in Dombresson, von 1862 bis 1870 Pfarrer in Les Verrières, von 1870 bis 1874 Pfarrer in Travers und von 1874 bis 1920 in Neuenburg.
1874 wurde er als Professor für systematische Theologie an die Akademie und späteren (1909) Universität Neuenburg berufen und war bis zu seinem Tod in diesem Lehramt, in dem er Dogmatik, das Alte und das Neue Testament sowie Moraltheologie unterrichtete; in dieser Zeit war er von 1876 bis 1877, von 1880 bis 1881 und 1883 Rektor der Akademie; sein Nachfolger im Lehramt wurde Maurice Neeser (1883–1955).

### Berufliches und Geistliches Wirken
Von 1888 bis 1928 präsidierte Henri Dubois die Synode der reformierten Landeskirche des Kantons Neuenburg und von 1893 bis 1894 und von 1907 bis 1908 den schweizerischen reformierten Pfarrverein.
Er war auch Mitarbeiter der Revue de théologie et de philosophie und Verfasser zahlreicher Predigten, Zeitungsartikel und wissenschaftlicher Publikationen, so unter anderem 1925 De Kant à Ritschl.

### Ehrungen und Auszeichnungen
- 1899 ernannte die Universität Lausanne Henri Dubois zum Dr. h. c.

## Schriften (Auswahl)
- Etude sur les principaux travaux exégétiques de l'Ecole d'Antioche, en particulier sur ceux de Théodore de Mopsueste. Genève: Impr. J.-G. Fick, 1858.
- L' idée morale de Dieu. Neuchâtel, 1877.
- La science. 1877.
- De Kant à Ritschl: un siècle d'histoire de la pensée chrétienne. Neuchatel: Attinger, 1925.